# IC 3049/1
IC 3049/1 је спирална галаксија у сазвијежђу Береникина коса која се налази на листи објеката дубоког неба у Индекс каталогу.
Деклинација објекта је + 14° 28' 58" а ректасцензија 12h 13m 33,2s. Привидна величина (магнитуда) објекта IC 3049 износи 14,7 а фотографска магнитуда 15,5. IC 30491 је још познат и под ознакама UGC 7227, CGCG 98-105, VCC 83, PGC 39009.